# Château de Courcelles-sous-Moyencourt
Le château de Courcelles-sous-Moyencourt est situé sur la commune de Courcelles-sous-Moyencourt, dans la Somme. Il fait l’objet d’un classement au titre des monuments historiques depuis le 21 février 1969 et d'une inscription depuis le 6 janvier 1989.

## Historique
La seigneurie de Courcelles appartenait depuis le XVIe siècle à la famille de Sarcus, qui y fit construire un manoir vers le début du XVIIe siècle.
En 1718, Claude Eugène de Sarcus vend son domaine de Courcelles à Pierre Langlois de Septenville, receveur général des fermes en Picardie, et receveur du tabac.
Son fils, autre Pierre Langlois de Septenville, administrateur des Postes au Royaume, engage en 1760 la construction du château actuel, terminée après sa mort, survenue à Courcelles en 1770. Le château passe à son fils, Louis Léon Langlois de Septenville, dont la veuve, Alexandrine Gorin de Tronville, vend le château à la famille de Gomer en 1826.
Il comporte 100 portes et fenêtres qui, par de savants calculs de proportion, ne donnent pas un aspect massif mais des lignes élégantes. Le château est resté authentique, tel qu’il était au XVIIIe siècle. D'autres bâtiments comme le colombier sont d'époque et très bien conservés. Certaines dépendances ont souffert d'un incendie mais ont été reconstruites dans le respect du style du château, notamment la jumenterie, le chenil, l'horlogerie, le manège et le corps de ferme.
Le château n'a connu malgré ses siècles d'histoire que 10 propriétaires.

## Le parc
Les jardins du château de Courcelles, sont composés d'une allée centrale et de petits sentiers partant de celle-ci.
Créé au XIXe siècle, l'arboretum de 20 hectares abrite une grotte de rocaille. Le parc doit sa beauté à Maxime de Gomer qui fut pendant une génération le propriétaire du château. Passionné et auteur de plusieurs livres d’horticulture, il donne à l’arboretum sa splendeur d'aujourd'hui.
Séquoias, cèdres, cyprès, ifs, araucarias grandissent parmi les rhododendrons, fougères et orchidées sauvages.

## Activités
Les extérieurs du château sont ouverts à la visite de mai à novembre, des guides font visiter les lieux en contant leur histoire et animent un atelier lamas.

## Galerie de photographies

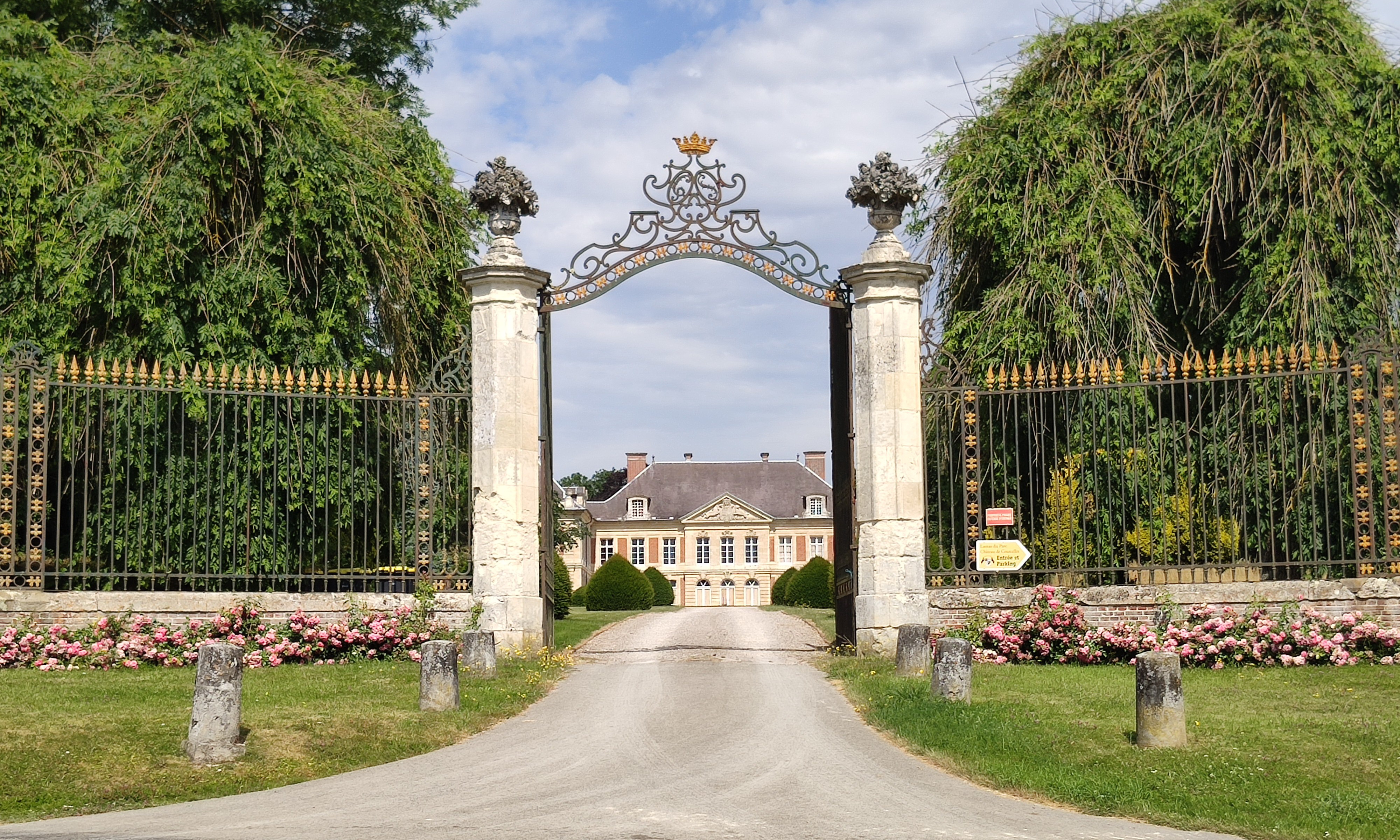
La grille d'entrée.
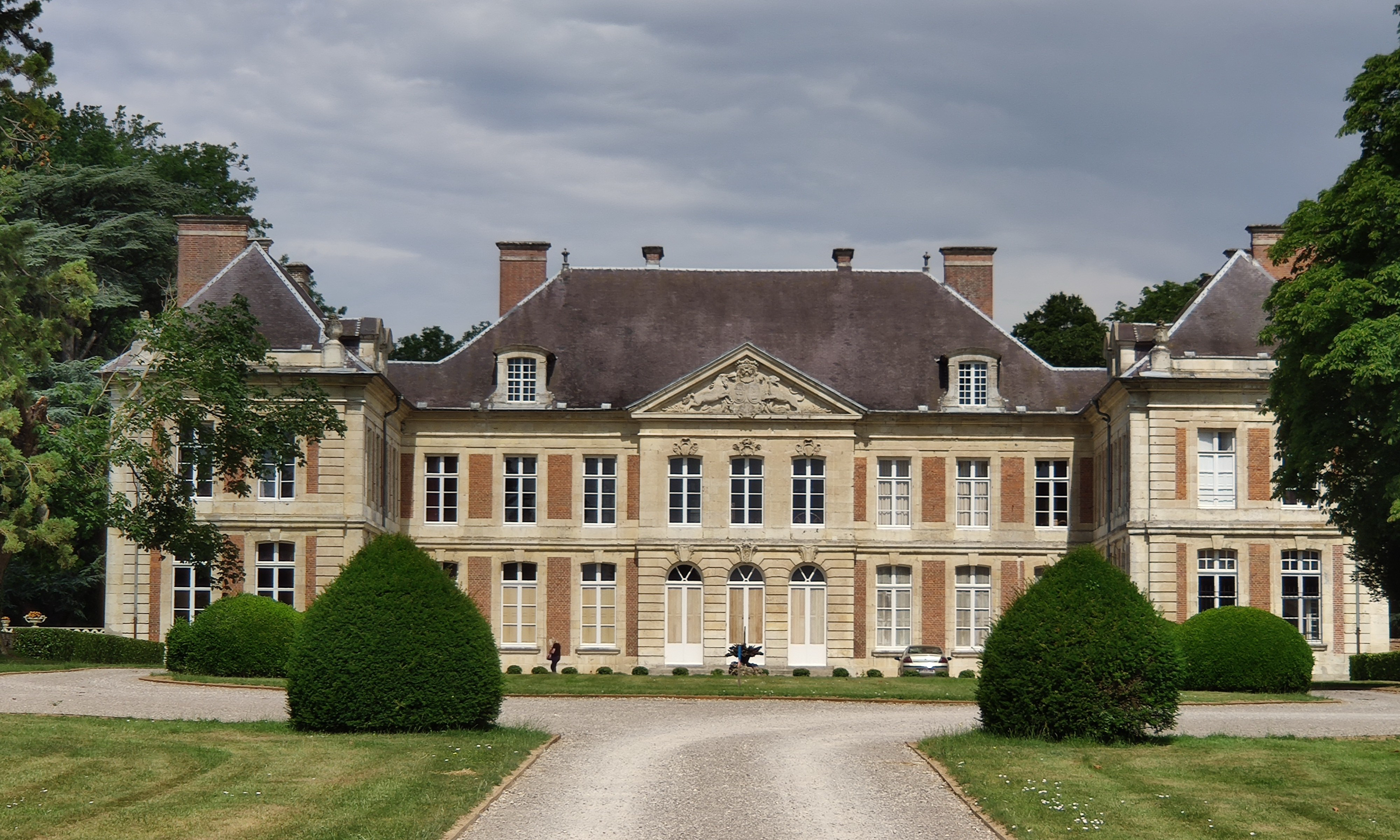
Façade principale.
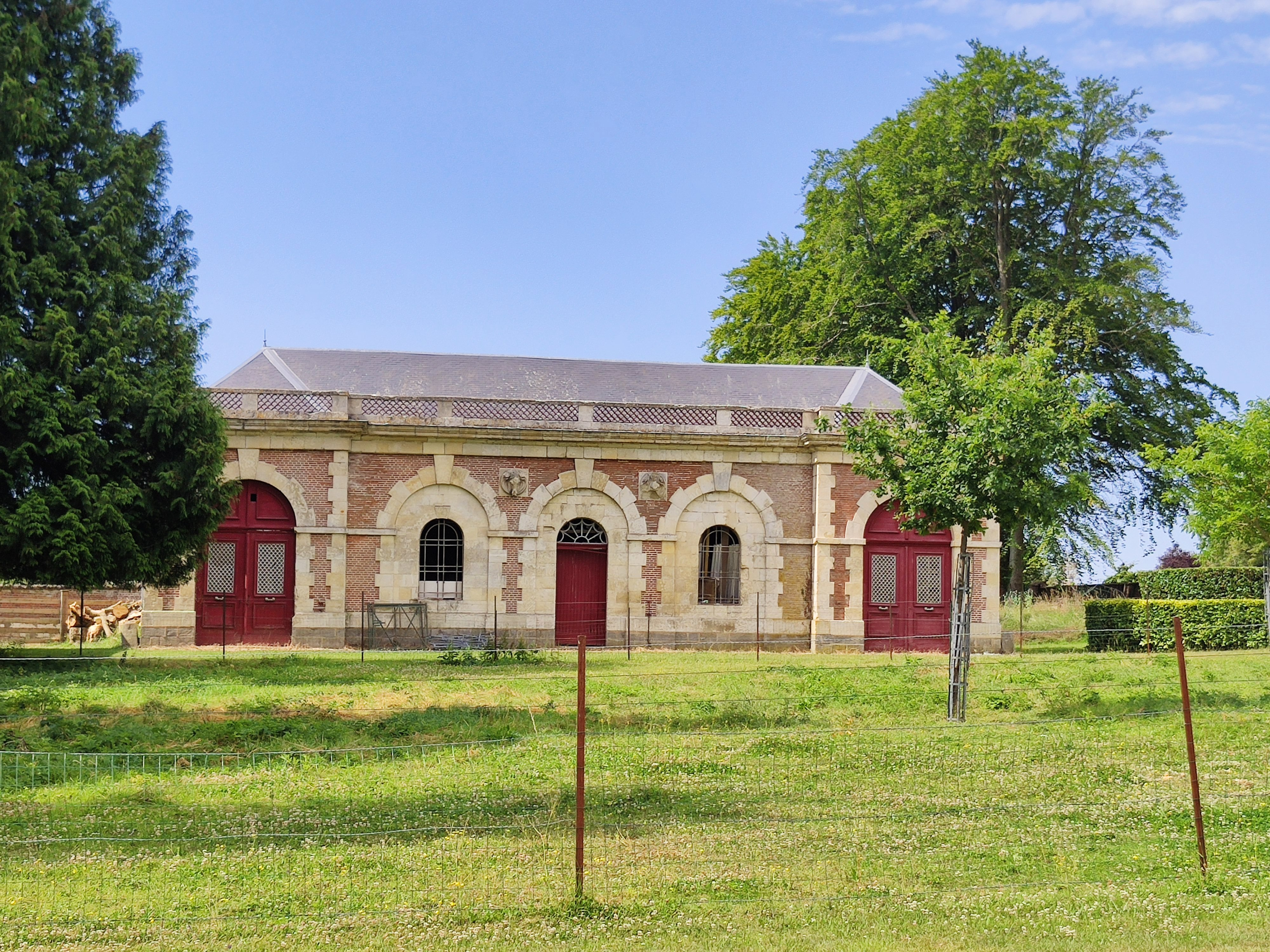
Un commun, à gauche de l'allée d'honneur.